# 生命維持装置
生命維持装置（せいめいいじそうち）とは、生体の生命を維持するための装置である。

## 医学における生命維持装置
生体の生命を維持する機能が低下あるいは停止した場合、その機能の代わりを行う装置。主に呼吸・循環・代謝の3種の機能を補助するものがある。
肺の状態悪化などにより、呼吸機能が低下したり果たせなくなった場合は人工呼吸器、手術で心臓を止める必要がある場合や心臓や肺の機能が低下した場合は人工心臓・人工心肺装置、腎臓や肝臓の機能が悪くなり、代謝機能が低下した場合は人工透析など、様々な種類がある。

## 宇宙工学における生命維持装置
宇宙船や宇宙服の内部を、生物が生存可能な状態に保つための装置。酸素の供給と二酸化炭素の除去、一定の温度や湿度を保つといった機能を果たすための装置や通信機、それらの電源となる装置などからなるシステムの総称である。
国際宇宙ステーションには、環境制御および生命維持システム（ECLSS）が装備されている。